# Lucien Lacaze
Pour les articles homonymes, voir Lacaze.
Lucien Lacaze, né le 22 juin 1860 à Pierrefonds (Oise) et mort à Paris (Seine) le 23 mars 1955, est un amiral et homme politique français.
Il joue un rôle important dans la rénovation de la Marine française peu de temps avant le déclenchement du premier conflit mondial, puis devient ministre de la Marine de 1915 à 1917, fonction pendant laquelle il oriente résolument la flotte vers la lutte contre les sous-marins. Retiré du service en 1922, il exerce jusqu'à sa mort de multiples fonctions officielles et honorifiques liées à la mer, aux sciences et à la culture.

## Ses débuts et son ascension

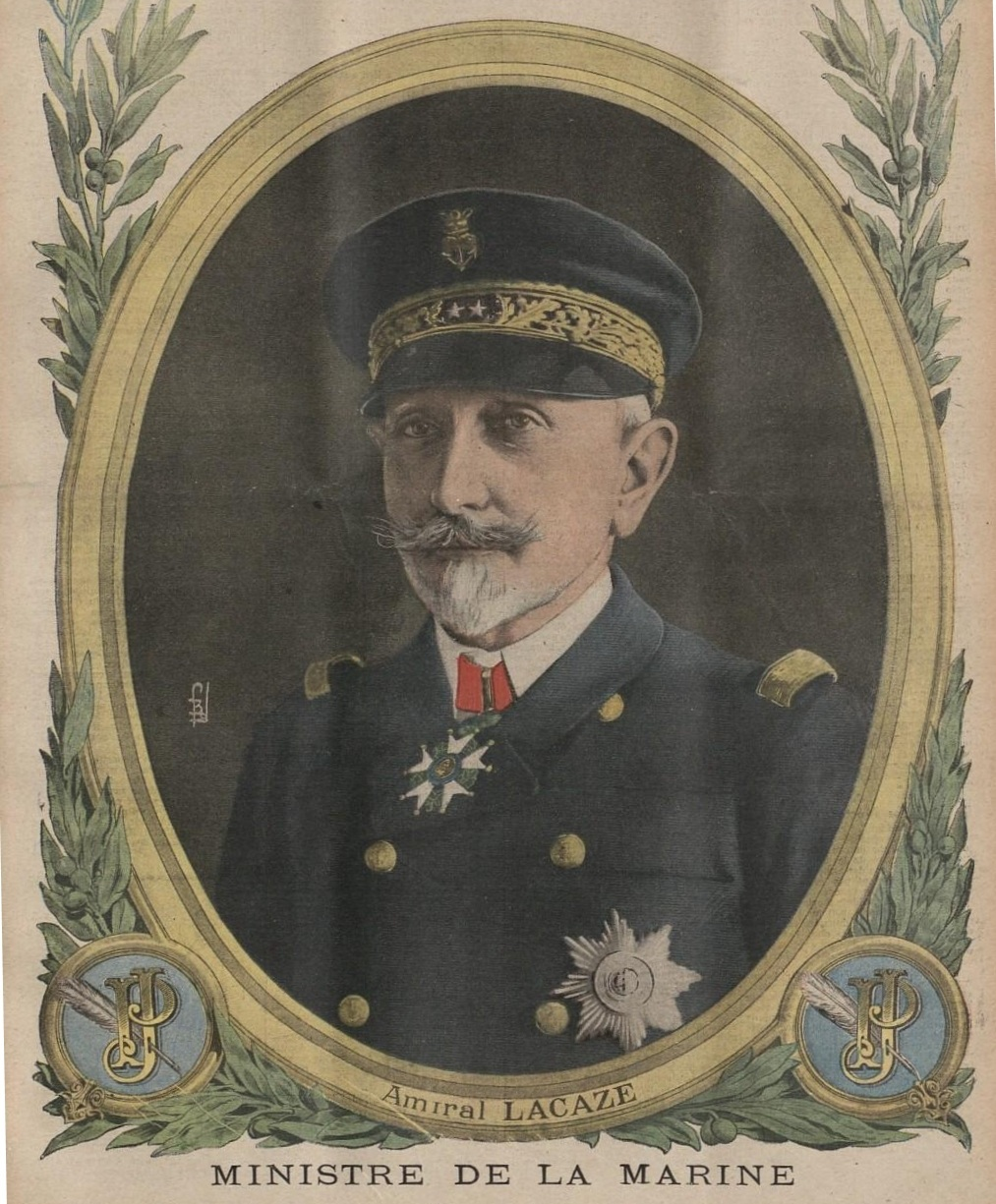
Lucien Lacaze en 1916.

Fils d'un médecin d’origine ariégeoise et d'une Créole descendante d'un officier de marine, Lucien Marie Jean Lacaze nait à Pierrefonds, dans l’Oise, le 22 juin 1860. Il passe son enfance à La Réunion dans le domaine paternel situé près de Saint-Denis. À l'âge de douze ans, il rentre en France métropolitaine pour poursuivre ses études chez les jésuites de Sarlat. Il entre à l’École navale en octobre 1877, à 17 ans. Il est aspirant de deuxième classe en juillet 1879 et reçoit une médaille d’argent pour avoir sauvé un de ses camardes tombé à la mer dans le goulet de Brest. Embarqué sur la Flore et sur la Résolue à la division volante d’instruction, il passe en mars 1881 sur la Reine-Blanche avec laquelle il prend part à la campagne de Tunisie. Il passe en 1882 sur La Galissonnière au Levant, et est fait enseigne de vaisseau. En février 1883, il est transféré sur le Beautemps-Baupré dans l’océan Indien et commande la compagnie de débarquement lors des combats qui ont lieu dans la région de Tamatave à Madagascar en novembre-décembre 1884.
Second de l’aviso à roues Cigale au Sénégal en décembre 1885, lieutenant de vaisseau en mai 1886, breveté torpilleur en 1887, il commande l’année suivante un torpilleur à Cherbourg. Il passe ensuite au Sénégal où il commande la Mésange en septembre 1888. En avril 1890, il est second sur le croiseur D’Estrées en Tunisie. En 1891, il commande le torpilleur 130 à Cherbourg puis sert comme officier de manœuvre sur les cuirassés Richelieu et Formidable en escadre de Méditerranée (1892-1893). En 1894, il est envoyé à Fiume dans l’Adriatique en mission de renseignement au sujet des torpilles autopropulsées de la marine austro-hongroise. Il commande ensuite la canonnière Estoc au Tonkin (1894-1896). Chargé en juillet 1897 des torpilleurs en réserve à Alger, il sert l’année suivante comme aide de camp de l’amiral Gustave Besnard, ministre de la Marine, puis de l’amiral Jules de Cuverville, chef d’état-major général. Capitaine de frégate en octobre 1899, commandant le croiseur Chasseloup-Laubrat à Cherbourg, il est nommé en août 1900 chef d’état-major de l’escadre de Méditerranée et se distingue à la fin de 1901 par une mission diplomatique auprès du gouverneur de l’île grecque de Mytilène. Chef d’état-major de la division de Tunisie en 1902, il aide activement son chef, le contre-amiral Joseph-Henri Merleaux-Ponty, dans la construction et l’aménagement de la rade et du port de Bizerte. En juin 1903, il commande le croiseur Du Chayla en Méditerranée, puis est second du Châteaurenault en escadre du Nord en mai 1905. En juin 1905, il effectue sa deuxième mission diplomatique en tant qu'attaché naval à Rome et, en juin 1906, sa troisième mission comme délégué à la conférence navale de La Haye.
Capitaine de vaisseau en août 1906, chef d’état-major du vice-amiral Paul-Louis Germinet à l’escadre de Méditerranée en novembre 1907, il contribue à la réorganisation et à l’entrainement de cette force navale, puis commande la cuirassé Masséna à la division des écoles. En octobre 1911, il est fait contre-amiral et entame véritablement sa carrière politique en devenant chef de cabinet de Delcassé, ministre de la Marine. Il met au point la théorie de la collaboration des flottes franco-anglaises en cas de conflit (La Royal Navy devant se concentrer en mer du Nord face à l’Allemagne et la Marine nationale en Méditerranée face à l’Autriche-Hongrie). Il poursuit en parallèle la rénovation du matériel et de la flotte en s’efforçant de pousser les constructions neuves, dont des sous-marins de haute-mer. En août 1913, il prend le commandement de la 2e division de la 1re escadre sur le Mirabeau, puis en mars 1914 sur le Voltaire et préside la Commission permanente d’artillerie de l’armée navale. Il a, à ce moment-là, de sérieux conflits avec son supérieur Boué de Lapeyrère qui l’accuse d’indiscipline. Néanmoins, en 1914, c’est l’un des amiraux français les plus en vue.

## Son action pendant la Grande Guerre

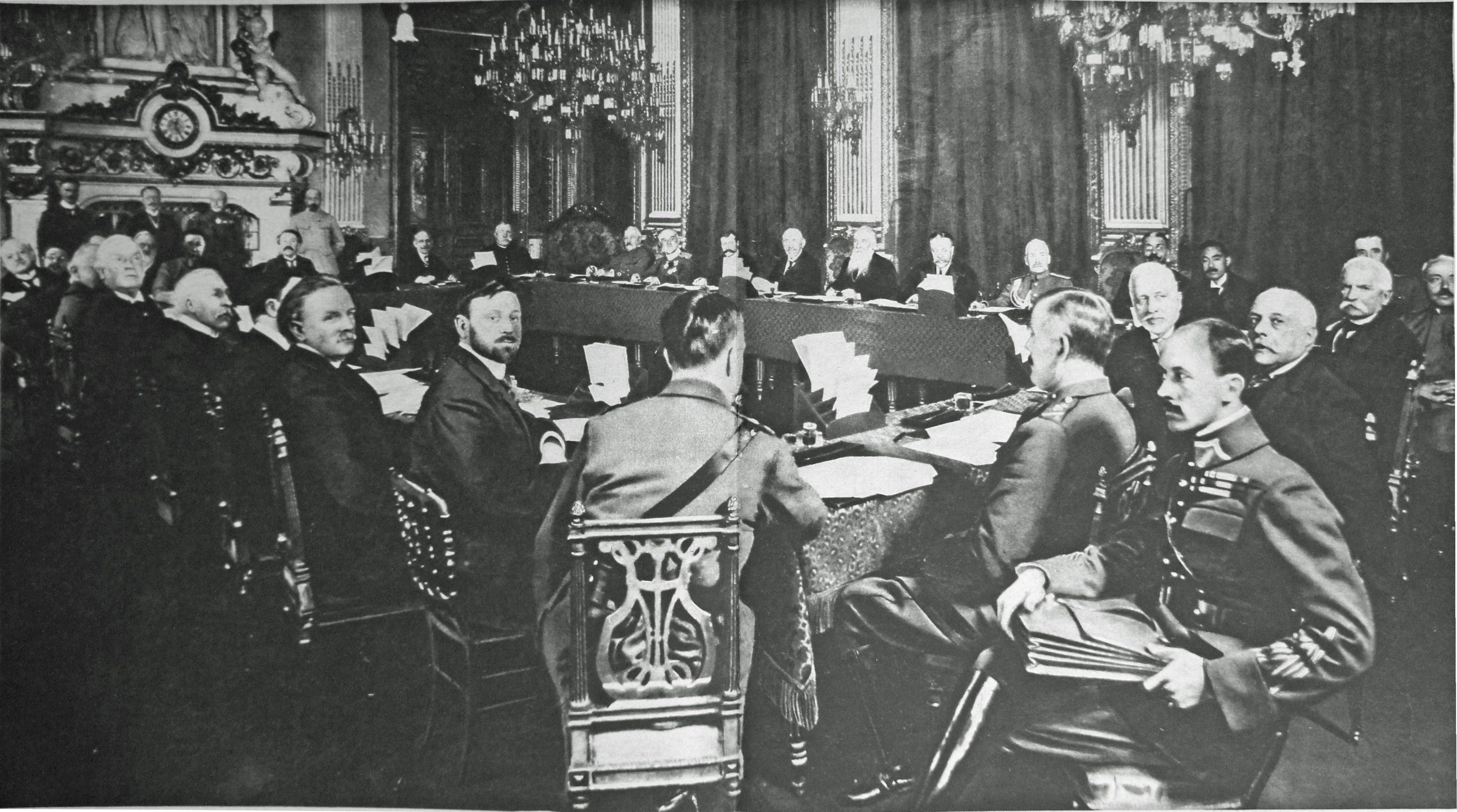
Conférence des Alliés de mars 1916. Lacaze y participe en tant que ministre de la Marine et cherche à développer la coopération interalliée en mer (assis au fond, entre Briand, à gauche et Joffre, à droite).

En mai 1915, il commande la marine à Marseille et organise le transport de troupes vers l’armée d’Orient pour les Dardanelles. En octobre 1915, soutenu par Delcassé et Léon Bourgeois, il devient ministre de la Marine, fonction qu’il va exercer dans quatre gouvernements jusqu’en août 1917 (voir Annexes). Homme d’autorité et de décision, Lacaze donne alors une vigoureuse impulsion à la guerre navale qui avait pris une forme très différente de celle qui avait été prévue par les états-majors (qui pensaient voir les cuirassés jouer un rôle décisif dans une guerre courte alors que la menace principale passe dans les sous-marins sur une guerre d’usure longue). Il crée la Direction générale de la guerre sous-marine, achète de nombreux chalutiers qu’il constitue en escadrilles pour la chasse aux sous-marins, fait armer les bâtiments de commerce malgré l’opposition des Américains, réorganise les commandements maritimes en Manche et en Méditerranée, fait reprendre les constructions neuves arrêtées depuis 1914 en commandant 22 avisos en France, 12 torpilleurs au Japon, 15 sloops en Angleterre et en faisant achever une partie des cuirassés français sur cale en 1914. Il fait poser de nombreux champs de mines et filets anti-sous-marins et s’attache à développer une très importante aviation navale ainsi que de nombreux ballons captifs pour protéger les côtes. Pour mieux faire connaitre l’action de la flotte en guerre –largement ignorée de l’opinion qui ne regarde que les combats terrestres– il crée le Service cinématographique de la marine.
Conscient des limites de la Marine nationale dont le « poids militaire » est très inférieur à celui de la marine anglaise, Lacaze cherche à développer la coopération interalliée, tâche difficile, car en dépit des accords signés en 1912, les amiraux anglais continuent souvent d’agir sans concertation avec leurs collègues français en Méditerranée. Néanmoins, il réussit à mettre sur pied un embryon de commandement interallié sous forme d’une commission présidée par l’amiral Ronarc’h. Le point le plus épineux réside dans la protection des lignes de commerce et de ravitaillement menacées par les sous-marins. Lacaze soutient très tôt l’idée qu’il faut organiser la navigation en convois escortés pour tenir en échec les U-Boote. Londres, qui a pourtant testé cette tactique en 1914 pour protéger les renforts venus de l’Empire, n’envisage pas d’aller plus loin et finit même par se montrer hostile aux convois car elle estime que cela immobiliserait beaucoup trop de navires. Il faut attendre les pertes catastrophiques du début de 1917 (sous les effets de la guerre sous-marine à outrance) pour que l’idée s’impose enfin à tous, mais Lucien Lacaze n’en verra pas les effets victorieux pendant sa fonction. Membre de gouvernements faibles régulièrement contestés (Briand, Ribot), son action est continuellement critiquée à la Chambre par les députés de gauche ou d’extrême gauche. Excédé, il démissionne le 2 août 1917, « ne voulant pas accepter de commission d’enquête sur la marine de guerre » alors que sa stratégie anti-sous-marine commence à porter ses fruits et que les pertes en mer –françaises comme alliées– sont en diminution sensible. Vice-amiral en septembre, il est nommé préfet maritime de Toulon en octobre, commandant supérieur des patrouilles en Méditerranée occidentale et termine la guerre en installant la base américaine de Toulon.

## L’après-guerre et ses honneurs
En 1919, encore en poste à Toulon, il se distingue par sa fermeté et son tact lors des incidents survenus dans la base à la suite des mutineries de la mer Noire. Cette même année, il devient vice-président du Conseil supérieur de la Marine et représentant naval de la France à la Société des Nations. Il participe à la conférence de Lausanne en 1922 et quitte le service actif en juin de cette même année. Il va cumuler ensuite les présidences et les fonctions d'administrateur de différentes organisations.
Membre de l’Académie de marine en 1921, il la préside en 1928-29 puis en devient le secrétaire perpétuel à partir de 1932. Il préside la Société centrale de sauvetage des naufragés de 1930 à février 1955, peu de temps avant son décès. Il préside la Société des Œuvres de Mer de 1931 à 1939.
Membre de l’Académie des sciences coloniales à partir de 1925, il préside l'Institut colonial français, de 1924 à sa disparition en 1942. Cet institut, fondé en 1920, est un centre privé de documentation, de réflexion et de propagande en faveur des colonies. Il préside aussi le conseil d'administration du Monde colonial illustré. Il préside en 1940 le Centre de l'entraide pour les soldats et les travailleurs d'outre-mer dans la métropole. Il est président d'honneur du Comité Central de la France d'Outre-Mer, héritier de l'Institut colonial, dans les années 1950. Il préside alors le Comité France-Afrique du Nord, favorable au protectorat français au Maroc et hostile au sultan.
Il siège à partir de 1922 au conseil de l'Association des dames françaises, une des sociétés formant la Croix-Rouge française. Il est élu président en 1928 de la Ligue nationale contre l'alcoolisme. Il est élu en 1931 membre du conseil de direction du Musée social; il en est ensuite le vice-président jusqu'à son décès. Il siège au conseil d'administration de l'Office central des œuvres de bienfaisance dont il est l'un des vice-présidents à partir de 1935. Il est élu au Conseil supérieur de l'assistance publique.
Il préside au début des années 1930 le comité diocésain de secours, constitué fin 1931 par le cardinal Verdier, archevêque de Paris. En 1931, il est chargé de présider le comité laïque qui doit assurer la participation des Missions catholiques à l'Exposition coloniale de Vincennes. Il préside d'ailleurs l'association Les Amis des Missions. Il préside en outre le comité Saint-Louis et Saint-Ferdinand, qui appuie l'Espagne catholique après la fin de la guerre civile espagnole. Ce comité, toujours présidé par l'amiral, reprend en 1948 ses pèlerinages aux sanctuaires d'Espagne.
Vice-président du Cercle de l'Union interalliée à partir des années 1920, il en est le vice-président délégué en titre de 1943 à 1945. Il préside en 1933 la fondation Carnegie, qui récompense les actes de courage civil.
Il est élu en 1925 membre du conseil d'administration de l'Alliance française; il est ensuite vice-président. Il est élu en mai 1940 président du Comité France-Amérique pour l'année 1941 ; il avait été élu membre de son conseil de direction en 1925. Il préside un Comité de rapprochement franco-espagnol, de la seconde moitié des années 1920 jusqu'en 1936. Il siège au conseil d'administration de la Casa de Velázquez.
Il préside à partir de 1932 la Ligue française pour la défense des intérêts vitaux de la France et de ses colonies. Il préside en 1934-1936 le Comité d'entente des grandes associations pour l'union nationale, fondé au lendemain du 6 février 1934, pour soutenir le gouvernement de Gaston Doumergue. Ce comité fédère en réalité des petites associations de notables : Comité Dupleix, Conférence au village, Front français, Ligue civique du professeur Jean-Louis Faure, Ligue française, qu'il préside, Ligue des patriotes, Ordre et bon sens, Redressement français, Union civique. Lacaze est alors membre du comité directeur de l'Union pour la nation, créée en 1933 à l'initiative d'Henri Franklin-Bouillon. Le comité d'entente adresse avant les élections législatives de 1936 un appel contre les communistes. En 1946, il est membre du comité de l'Union gaulliste pour la IVe de René Capitant. Il est membre en 1948 du comité d'honneur pour la libération du maréchal Pétain.
Il est élu en 1935 à l’Académie des beaux-arts et en novembre 1936 à l’Académie française.
Il est lié à deux riches familles, les Schneider et les Fraissinet. Il est ainsi membre du conseil de surveillance de Schneider et Cie à partir de 1928 et administrateur de sociétés liées aux Schneider (Union industrielle et financière). Ami de l'armateur marseillais Alfred Fraissinet, il entre dans les conseils d'administration de ses affaires: la Société danubienne, qu'il préside à la mort de ce-dernier en 1927, la Compagnie Fraissinet, qu'il administre jusqu'à son décès. Il reste lié à son fils, Jean Fraissinet, et préside ainsi la société du quotidien Marseille-Matin. Il administre aussi d'autres firmes, comme le Crédit foncier de Madagascar, à partir de 1926, les Messageries maritimes (vice-président), à partir de 1923, la Société Provençale de Constructions Navales.
Lucien Lacaze meurt célibataire à Paris le 23 mars 1955 à près de 95 ans. Ses obsèques sont célébrées en l'église Saint-Louis des Invalides.

### Fonctions ministérielles
- Ministre de la Marine, du 29 octobre 1915 au 12 décembre 1916, dans le cinquième gouvernement Aristide Briand
- Ministre de la Marine, du 12 décembre 1916 au 17 mars 1917, dans le sixième gouvernement Aristide Briand
- Ministre de la Guerre, par intérim, du 15 mars au 17 mars 1917, dans le sixième gouvernement Aristide Briand
- Ministre de la Marine, du 20 mars 1917 au 2 août 1917, dans le cinquième gouvernement Alexandre Ribot, poste quitté avant la chute du gouvernement, pour occuper les fonctions de préfet maritime de Toulon

### Autres fonctions
- Préfet maritime de Toulon (août 1917-1919)
- Vice-président du conseil de la Marine (1919- 1922)
- Président du Conservatoire national des arts et métiers (1945-1955)

### Académie française
L'amiral Lacaze est élu au premier tour à l'Académie française le 12 novembre 1936, le même jour que le futur cardinal Grente et Jacques de Lacretelle. Il s'était déjà porté candidat la même année au même fauteuil, mais l'élection avait été blanche. Il succède à Jules Cambon, mort le 19 septembre 1935, au fauteuil 40. Sa réception officielle a lieu le 4 novembre 1937. Jacques Chastenet lui succèdera le 29 novembre 1956.

### Décorations et distinctions
- Grand-croix de la Légion d'honneur (12 juillet 1921)
- Médaille militaire (23 juin 1923)[42]
- Officier de l'Instruction publique
- Army Distinguished Service Medal[43]
- Ordre de Saint-Michel et Saint-Georges (Grand-croix)
- Commandeur de l'ordre de Saint-Grégoire-le-Grand (1937)[44]
- Croix d'argent de Ordre militaire de Virtuti Militari (1921)[45]

Par ailleurs l'amiral Lacaze est Membre et secrétaire de l'Académie de marine. Membre de l'Académie des sciences coloniales ainsi que Membre libre de l'Académie des beaux-arts.

### Autres hommages
- Un pavillon de l'hôpital Armand Trousseau à Paris est baptisé "Amiral Lacaze".
- Un lycée de Saint-Denis (La Réunion) est baptisé "lycée Amiral Lacaze".
- Une rue de la ville de Lorient "rue Amiral Lacaze"[46].

### Publications
Lucien Lacaze n'a publié aucun ouvrage, mais il est l'auteur de quelques brochures, telle que La Politique maritime de la France, parue en 1936, ainsi que de plusieurs discours et de nombreuses préfaces d'ouvrages sur des sujets maritimes et historiques.